# マジシャン (1989年のパチンコ機)
マジシャンは、1989年3月にSANKYOが発売した、センター役物の中にマジシャンが配置されている手品をモチーフとしているパチンコ機のシリーズ名。
マジシャンⅠとマジシャンⅡとマジシャンⅢの3機種がある。

## 概要
貯留型の羽根モノタイプ。役物内は上段と下段に分かれており、上段にはマジシャンの上半身部分があり、下段には下半身部分とVゾーンが配置されている。スタートチャッカーに入賞すると、役物内のマジシャンの下半身が上段ステージまで迫り上がってきて下降する動きを見せる。V入賞コースはいくつかあり、羽根に拾われた玉がマジシャンの下半身が上昇した瞬間にタイミング良く足の上に乗り、下降した後に下段ステージの誘導ガードに導かれてVゾーンに向かうパターンと、マジシャンの足には玉が乗らずに、上段左右奥の方から下段ステージに落ち、玉の勢いでガードを乗り越えて中央を転がりV入賞するパターンや、下段の左または右のコースを斜めに転がり、Vゾーンの端に当たって入賞する飛び込みパターンなどがある。

## スペック
- マジシャンⅠ
  - 賞球数 ALL13
  - 大当たり最高継続 8R
  - 最大貯留 1個
- マジシャンⅡ
  - 賞球数 7＆13
  - 大当たり最高継続 8R
  - 最大貯留 1個
- マジシャンⅢ
  - 賞球数 ALL10
  - 大当たり最高継続 8R
  - 最大貯留 1個

## 演出
大当たり中はマジシャンが左右の手を動かし続ける。５カウント後には下段に配置されている下半身が上下運動を繰り返すようになる。この動きは通常時よりも速くなり、玉が足の上に乗る確率が上がる。足の上に貯留された玉は高確率でVゾーンに運ばれるが、まれに2個乗ってしまうこともある。2個乗った場合は左右のハズレ穴に振り分けられてしまうこともあるので、1個乗った時点で止め打ちをして貯留解除を待った方が継続率は上がる。